# 永竹由幸
永竹 由幸（ながたけ よしゆき、1938年7月26日 - 2012年5月9日）は、オペラ研究家、評論家、昭和音楽大学教授。

## 経歴
東京都中央区築地生まれ。慶應義塾中等部の頃から歌舞伎を観るほか、藤原歌劇団の練習所に通い詰める。慶應義塾高等学校演劇部に在籍し、市川猿之助作「宝島」の作曲を担当、猿之助と共に白木劇場の舞台に立つ。慶應義塾大学ではオペラ研究会を創立、慶應義塾創立100年記念に若杉弘指揮、メノッティの「電話」を演出。1961年慶應義塾大学商学部を卒業、三井物産に入社、1965年同社イタリア修業生としてボローニャ大学に留学。その後二回にわたり計11年、同社ミラノ店に勤務し、1988年退社。ANFコーポレーション、サウンド・バンク社長を歴任し、1996年退任。1995年より東京藝術大学講師、1998年昭和音楽大学教授。
2012年5月9日に前立腺がんのため死去。73歳没。

## 著書
- 『オペラ名曲百科』音楽之友社 1980-1984
- 『オペラと歌舞伎』丸善ライブラリー 1993　のち水曜社
- 『オペレッタ名曲百科』音楽之友社 1999
- 『椿姫とは誰か オペラでたどる高級娼婦の文化史』丸善ブックス 2001
  - 『オペラになった高級娼婦　椿姫とは誰か』水曜社
- 『痛快!オペラ学』集英社インターナショナル 2001　 改題「オペラの数ほど愛がある」
- 『ヴェルディのオペラ 全作品の魅力を探る』音楽之友社 2002
- 『ヴェルディへの旅 写真とエッセイでたどる巨匠の生涯』木之下晃写真 実業之日本社 2006
- 『ロココの裏の欲望 モーツァルトのオペラワールド』ショパン 2006
- 『ロココのスカートをまくった男モーツァルト』扶桑社 2007
- 『ヴォルフ＝フェラーリの生涯と作品 20世紀のモーツァルト』水曜社 2007
- 『マリーア・カラス 世の虚しさを知る神よ』東京書籍 2007

## 翻訳
- ディーンレー・ハッセー『ヴェルディ』 音楽之友社 1974
- オペラ対訳シリーズ・音楽之友社 1987 - 共訳、2冊
- 名作オペラ ブックス・音楽之友社 1988-89 - 対訳、3冊